# لحشالفة عين التريد (أمرصيد)
لحشالفة عين التريد هي إحدى مشيخات المملكة المغربية، تتبع جغرافيا لإقليم ميدلت وإداريًا لأمرصيد. يقدر عدد سكانها بـ 568 نسمة حسب الإحصاء الرسمي للسكان والسكنى لسنة 2004.